# Marlena Ciechan-Kujawa
Marlena Ciechan-Kujawa (ur. 20 lipca 1971 w Toruniu) – polska ekonomistka, profesor Uniwersytetu Mikołaja Kopernika w Toruniu, zajmująca się controllingiem, audytem i zarządzaniem jakością.

## Biografia
Jest absolwentką V Liceum Ogólnokształcącego w Toruniu. W 1991 roku podjęła dwustopniowe studia na Wydziale Nauk Ekonomicznych i Zarządzania na Uniwersytecie Mikołaja Kopernika w Toruniu, gdzie w 1994 roku obroniła pracę licencjacką „Banki i biura maklerskie na rynku papierów wartościowych”, a w 1996 roku pracę magisterską „Wdrażanie systemów zarządzania jakością na bazie norm serii ISO 9000 w warunkach transformacji rynkowej w Polsce”. W 2002 roku uzyskała stopień doktora nauk ekonomicznych w zakresie zarządzania na podstawie dysertacji „Rachunek kosztów jakości w zarządzaniu przedsiębiorstwem”, zaś w 2015 – habilitację za pracę zatytułowaną „Wielowymiarowy audyt biznesowy – wartość dodana dla organizacji i interesariuszy”. Obie prace zostały nagrodzone przez Stowarzyszenie Księgowych w Polsce w konkursach na najlepsze prace z zakresu rachunkowości.
Od 2015 roku pełni funkcję Pełnomocnika Dziekana WNEiZ UMK ds. Współpracy z Otoczeniem Społeczno-Gospodarczym, a w 2017 roku objęła stanowisko kierownika Katedry Rachunkowości Zarządczej na Wydziale Nauk Ekonomicznych i Zarządzania Uniwersytetu Mikołaja Kopernika. Pełni również funkcję kierownika studiów podyplomowych z zakresu controllingu – Business Controlling oraz z zakresu zarządzania projektami – Projekt Management.
W latach 2008–2014 była członkiem Komisji Rachunkowości Zarządczej/Controllingu przy Radzie Naukowej Stowarzyszenia Księgowych w Polsce.
Od 2016 roku jest członkiem Międzynarodowego Stowarzyszenia Controllerów ICV w Monachium oraz Rady Centrum Przywództwa i Społecznej Odpowiedzialności Biznesu UMK w Toruniu.
W kadencji 2020–2024 była prodziekanem ds. Nauki i Współpracy z Otoczeniem Społeczno-Gospodarczym Wydziału Nauk Ekonomicznych i Zarządzania Uniwersytetu Mikołaja Kopernika w Toruniu. Od 1 września pełni funkcję dziekana tego Wydziału.